# Tomaž Nose
Tomaž Nose (21 de abril de 1982) es un ciclista esloveno profesional desde 2005 hasta 2014.

## Biografía
Debutó como profesional en 2005 con el equipo Phonak. Tras esta primera temporada sin ninguna victoria, se unió en 2006 al conjunto Adria Mobil donde ganaría dos Tour de Eslovenia.
En agosto de 2007, más de un año después de su primera victoria en el Tour de Eslovenia, dio positivo por Testoviron. Para esta sustancia prohibida, Tomaž tenía autorización para uso terapéutico. Sin embargo, esta autorización expedida por el Comité Olímpico de Eslovenia no era válida para la Unión Ciclista Internacional, siendo necesaria una autorización expedida por UCI. Por lo tanto, la federación eslovena de ciclismo le sancionó con una suspensión de 20 meses y la retirada de sus dos victorias en el Tour de Eslovenia.

## Palmarés
2003 (como amateur)
- 1 etapa del Gran Premio Guillermo Tell

2004 (como amateur)
- Gran Premio Palio del Recioto
- 1 etapa del Tour de Eslovenia
- Gran Premio Guillermo Tell, más 1 etapa
- Giro del Valle de Aosta. más 1 etapa

2006
- Tour de Eslovenia, más 2 etapas
- 2.º en el Campeonato de Eslovenia en Ruta

2007
- Tour de Eslovenia
- 2.º en el Campeonato de Eslovenia en Ruta